# Kamienica przy ul. Mickiewicza 2 w Mielcu

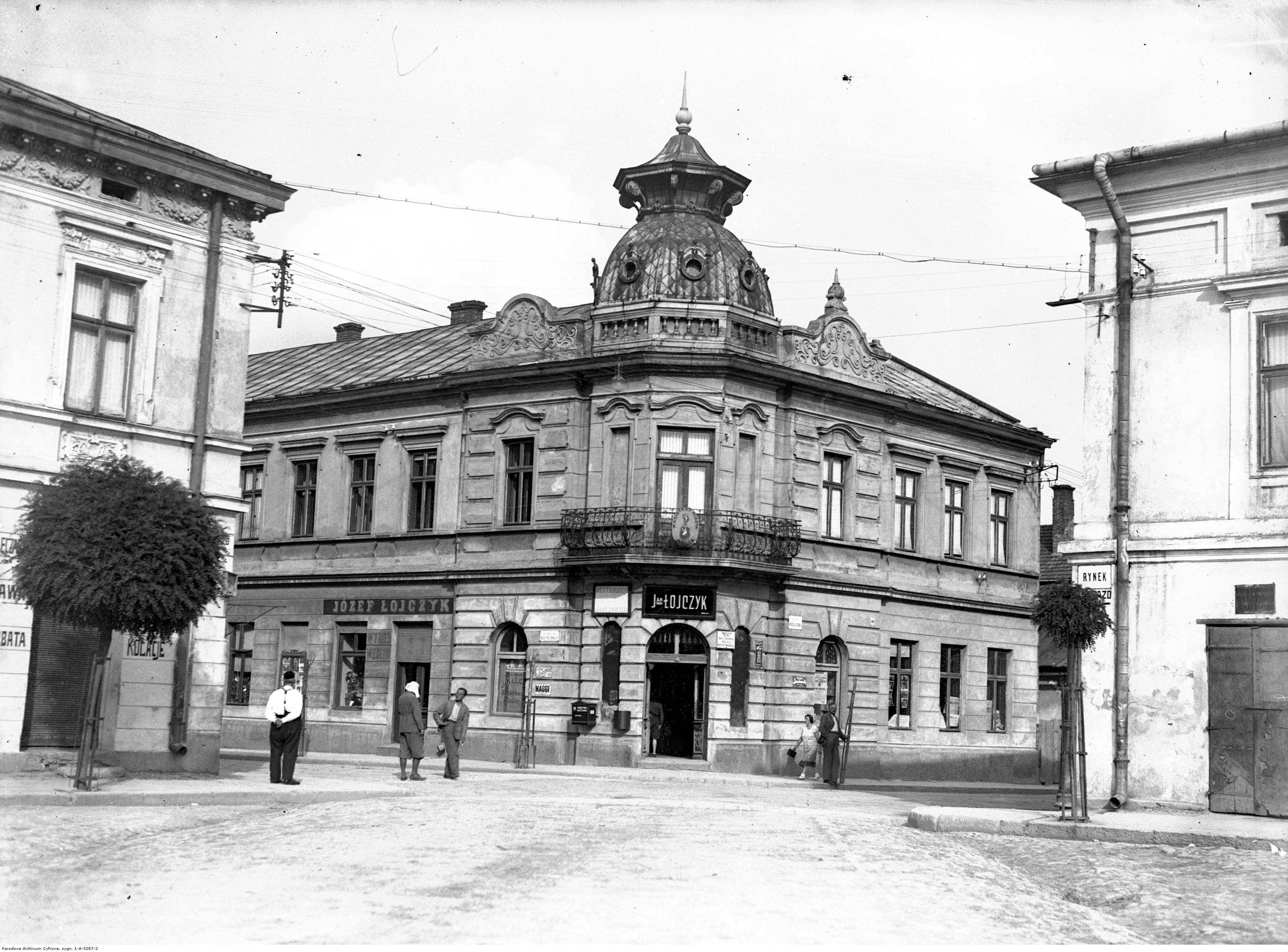
Kamienica przy ul. Mickiewicza 2 w Mielcu w 1932r.

Kamienica przy ul. Mickiewicza 2 w Mielcu, Łojczykówka – budynek wpisany do rejestru zabytków nieruchomych województwa podkarpackiego pod numerem A-986 z 10.10.1991. Została zbudowana w 1904 r. Zaprojektował ją architekt Leyko dla Jana Łojczyka. Budynek ma kształt litery L, dłuższy jego bok przylega do ulicy Adama Mickiewicza, a krótszy do ulicy Tadeusza Kościuszki. Dwukondygnacyjna kamienica jest zbudowana z cegły, otynkowana. Przykryta jest dwuspadowym blaszanym dachem. Nad drzwiami wejściowymi w narożniku znajduje się balkon z ozdobną balustradą kutą w metalu. Powyżej balkonu znajduje się kopuła wsparta na ośmiokątnym tamburze. Budynek posiada bogate elementy architektoniczne. Jest boniowany i posiada ścianki attykowe, okna są obramowane. Budynek pełnił funkcje handlowe, mieścił się w nim także magistrat oraz posterunek policji, a w czasie okupacji niemieckiej Zarząd Miasta (Stadtverwaltung). Po II wojnie światowej był siedzibą Prezydium Miejskiej Rady Narodowej, Ligi Kobiet oraz innych instytucji, Mieściły się tu także liczne sklepy i zakłady usługowe. W latach osiemdziesiątych XX w. kamienica, której groziło zawalenie się została wykupiona od rodziny Łojczków przez Urząd Miejski i wyremontowana. Ponowny remont przeszła w latach 2011-2012, po którym została przeznaczona na siedzibę Miejskiej Biblioteki Publicznej. 9 marca 2022 na elewacji budynku odsłonięto tablicę upamiętniającą ofiary Einsatz Reinhardt.